# 小行星3162
小行星3162（3162 Nostalgia）是一颗围绕太阳公转的小行星。1980年12月16日，愛德華·鮑威爾在可可尼诺县发现了此天体。
該小行星以「懷舊」命名。
这颗小行星的绝对星等为316.73390等。